# El Güegüense
El Güegüense es un drama satírico y fue la primera obra teatral de la literatura nicaragüense, y seguramente también la primera obra teatral en América.
La obra del Güegüense es una síntesis de la fusión de las culturas españolas e indígena que combinan el teatro, la danza y la música, siendo considerada entre las expresiones folklóricas y literarias más distintivas de la era virreinal en América Latina y en toda Europa. Existe también un monumento en su honor en una de las rotondas de Managua.
El Güegüense se presenta durante las fiestas patronales de San Sebastián en la ciudad de Diriamba (departamento de Carazo). La obra incorpora texto, bailes, gestos, saltos y sones al ritmo del atabal y el pito. El Güegüense nace en algún pueblo entre, Carazo y Granada. Existen varias teorías sobre la fecha de su surgimiento, pero sí se sabe con certeza que su lengua primigenia de representación era el náhuat. La obra se presentaba como teatro callejero, en las narices de las autoridades coloniales españolas civiles y militares.
El primer Manuscrito tiene como título, Baile de El Güegüense o Macho Ratón. Se encuentra en la Universidad de Tulane (Arellano: 1983,58). Es la fusión de dos manuscritos originales, propiedad de Juan Eligio de la Rocha. Después de la muerte de éste en 1873, su hermano Jesús de la Rocha entregó sus papeles al doctor Carl Hermann Berendt, entre los que se encontraban los dos manuscritos. La copia de ellos, hecha por Berendt en 1874, es una consecuencia de la labor que en el siglo XIX iniciaron investigadores europeos y que se considera como una continuación de la labor de recuperación de las literaturas orales indígenas iniciadas y suspendidas por orden oficial durante la época virreinal.
El segundo Manuscrito lleva como título: Original del baile del Macho Ratón, es decir, no aparece el nombre de El Güegüense. Este es el manuscrito de Walter Lehmann que publica en su libro Zentral Amerika, tomo II, pag. 999. En el Hotel Azcárate se hospedó, en diciembre de 1908, el etnólogo Walter Lehmann, médico y antropólogo americanista. Y ahí transcribió el texto manuscrito de El Güegüense que pertenecía al masatepino Ramón Zúñiga, cuya copia original tiene fecha del 29 de junio de 1867.  Cabe decir que el coronel Rafael Caldera fue quien solicitó a Ramón Zúñiga que se lo prestase, lo cual Lehmann agradeció.  Hizo la transcripción del 13 de diciembre al 18 de diciembre de 1908, concluyendo a las 2:45 de la tarde. Este manuscrito es conservado en el Instituto de Estudios Latinoamericanos de Berlín. Lehmann también obtuvo un manuscrito de Nandaime que contenía algunas variantes del masatepino. El Manuscrito de Masatepe es el más completo de los 3 existentes, en este Don Fortico recibe el nombre de Don Forsico y aparece un nuevo personaje, que en los otros no aparece, el Arriero. Ahí llevamos 2.
El Tercer Manuscrito es el de Emilio Álvarez Lejarza, encontrado en Catarina, en el siglo XX, pero por su antigüedad y estado el Manuscrito se le ha atribuido el siglo XVIII como fecha de transcripción, siendo el más antiguo. 
El origen o autor de su música es desconocido. pero consta de 14 sones.
Una opinión disidente sobre el personaje "Güegüense" presenta el Moisés Hassan en su libro "La maldición del Güegüense" (Managua 2016), por ejemplo, constatando "De una lectura juiciosa de la obra no puede menos que emerger un G. que, algo más que un vulgar bufón, es un personaje altamente ambicioso, un ruin oportunista para quien no es el engaño obstáculo que se puede interponer entre él y sus fines." Sumiso y servil al poder, para alcanzar ventajas; lo presenta como encarnación de una actitud muy frecuentemente observada en la sociedad nicaragüense.

## Idioma
El idioma es español con porciones mezcladas de nicarao (náhuat), y en ocasiones se ha afirmado que esta pieza es el resultado de una mezcla de español y náhuat o de una lengua criolla. Sin embargo, no hay evidencia real de esto.

## Historia y Origen
La obra de teatro fue escrita por un autor anónimo en el siglo XVI, lo que la convierte en una de las obras de teatro y danza indígenas más antiguas del hemisferio occidental. Se transmitió oralmente durante muchos siglos hasta que finalmente fue escrito y publicado en un libro en 1942. Según la primera versión escrita, la trama tiene 314 líneas y fue escrita originalmente tanto en náhuat como en español.
El Güegüense representa el folklore de Nicaragua, por lo tanto, la UNESCO lo proclamó "Patrimonio Oral e Inmaterial de la Humanidad" en el 2005 convirtiendo a Nicaragua en el único país en América Central y uno de seis en América Latina en tener 2 obras maestras proclamadas por la UNESCO.
Personajes Principales de la obra:
- El Alguacil
- El Güegüense
- Don Forsico
- Don Ambrosio
- Capitán Alguacil Mayor
- Gobernador Tastuanes
- Escribano Real
- Regidor Real

Personajes Secundarios de la obra:
Las Mujeres:
- Doña Suche Malinche - (junto a dos damas que la acompañan)

Los Machos:
- Macho-moto, Macho-viejo, Macho-mohíno y Macho-oaxaqueño